# Burbuja de deuda corporativa
La burbuja de la deuda corporativa es el gran aumento de los bonos corporativos, excluyendo el de las instituciones financieras, luego de la crisis financiera de 2007-08. La deuda corporativa global aumentó del 84% del producto bruto mundial en 2009 al 92% en 2019, o alrededor de $ 72 billones. En las ocho economías más grandes del mundo (Estados Unidos, China, Japón, Reino Unido, Francia, España, Italia y Alemania), la deuda corporativa total fue de alrededor de $ 51 billones en 2019, en comparación con $ 34 billones en 2009. Excluyendo la deuda mantenida por las instituciones financieras, que negocian deuda como hipotecas, préstamos estudiantiles y otros instrumentos, la deuda de las compañías no financieras a principios de marzo de 2020 era de $ 13 billones en todo el mundo, de los cuales alrededor de $ 9.6 billones estaban en los Estados Unidos.
El mercado de bonos corporativos se centró históricamente en los Estados Unidos. La Reserva Federal de los Estados Unidos señaló en noviembre de 2019 que los préstamos apalancados, los bonos corporativos otorgados a compañías con un historial crediticio deficiente o grandes cantidades de deuda existente, eran la clase de activos de más rápido crecimiento, aumentando su tamaño en un 14,6% solo en 2018. La deuda corporativa total de los EE. UU. En noviembre de 2019 alcanzó un récord del 47% de toda la economía de los EE. UU. Sin embargo, los préstamos corporativos se expandieron en todo el mundo bajo las bajas tasas de interés de la Gran Recesión. Dos tercios del crecimiento global de la deuda corporativa se produjeron en los países en desarrollo, en particular en China. El valor de los bonos corporativos no financieros chinos en circulación aumentó de $ 69 mil millones en 2007 a $ 2 billones en 2017. En diciembre de 2019, Moody's Analytics describió la deuda corporativa china como la "mayor amenaza" para la economía global.
Los reguladores e inversores han expresado su preocupación de que grandes cantidades de deuda corporativa riesgosa hayan creado una vulnerabilidad crítica para los mercados financieros, en particular los fondos mutuos, durante la próxima recesión. La expresidenta de la Fed, Janet Yellen, advirtió que la gran cantidad de deuda corporativa podría "prolongar" la próxima recesión y provocar quiebras corporativas. El Instituto de Finanzas Internacionales pronosticó que, en una recesión económica la mitad de severa que la crisis de 2008, las empresas no financieras tendrían una deuda de $ 19 billones sin las ganancias para cubrir los pagos de intereses, denominados empresas zombis. El Instituto Global McKinsey advirtió en 2018 que los mayores riesgos serían para los mercados emergentes como China, India y Brasil, donde el 25-30% de los bonos habían sido emitidos por compañías de alto riesgo.

## Los bajos rendimientos de los bonos llevaron a la compra de bonos de mayor riesgo.
Después de la crisis financiera de 2007-08, la Junta de la Reserva Federal bajó las tasas de interés a corto y largo plazo para convencer a los inversores de que abandonen los activos que devengan intereses y se unan a los prestatarios que buscan capital. La liquidez del mercado resultante se logró a través de dos pasos: reducir la tasa de los fondos de la Reserva Federal, la tasa que la Reserva Federal cobra a los inversores institucionales por pedir dinero prestado; y flexibilización cuantitativa, mediante la cual la Fed compra billones de dólares de activos tóxicos, creando efectivamente mercados funcionales para estos activos y tranquilizando a los inversores. El éxito de la Reserva Federal de los Estados Unidos en bajar las tasas de interés a niveles históricamente bajos y evitar que los mercados ilíquidos empeoren la crisis financiera llevó a los bancos centrales de todo el mundo a copiar estas técnicas.
Sin embargo, el efecto de la flexibilización cuantitativa no se limitó a los bonos hipotecarios tóxicos dirigidos por los bancos centrales, ya que efectivamente redujo la oferta de bonos como clase, lo que provocó un aumento de los precios de los bonos y una disminución de los rendimientos de los bonos. Durante más de una década, las tasas de interés artificialmente bajas y los rendimientos de los bonos artificialmente bajos, han causado una "fijación de precios errónea del riesgo" a medida que los inversores buscan continuamente rendimientos más altos. Como ejemplo, la deuda de alto rendimiento, coloquialmente conocida como "bonos basura", ha arrojado históricamente un 10% o más para compensar a los inversores por el mayor riesgo; en febrero de 2020, el rendimiento de los Estados Unidos en estos bonos bajó a casi el 5%. Esto indica que los inversores que acuden a un rendimiento más alto han comprado tanta deuda de alto rendimiento que ha llevado el rendimiento por debajo del nivel necesario para compensar el riesgo. Los bonos corporativos estadounidenses en poder de fondos mutuos se habían triplicado durante la década anterior.
En junio de 2018, el 22% de la deuda corporativa no financiera pendiente de los EE. UU. Se calificó como "basura", y un 40% adicional se calificó un paso por encima de la basura en "BBB", de modo que aproximadamente dos tercios de toda la deuda corporativa provenía de empresas con los niveles más altos. riesgo de incumplimiento, en particular minoristas que estaban perdiendo negocios por servicios en línea. La Fed de los EE. UU. Señaló en noviembre de 2019 que los fondos mutuos tenían aproximadamente una sexta parte de la deuda corporativa pendiente, pero estaban adquiriendo una quinta parte de los nuevos préstamos corporativos apalancados. El tamaño de los fondos mutuos de bonos corporativos de alto rendimiento, que se especializan en bonos más riesgosos, se había duplicado en la década anterior a 2019.
Si bien el comercio de bonos corporativos generalmente se centraba en los EE. UU., Dos tercios del crecimiento de la deuda corporativa desde 2007 se produjeron en países en desarrollo. China se convirtió en uno de los mercados de bonos corporativos más grandes del mundo, y el valor de los bonos corporativos chinos aumentó de $ 69 mil millones en 2007 a $ 2 billones a fines de 2017. A mediados de 2018, el total de la deuda corporativa pendiente de los EE. UU. Alcanzó el 45% del PIB, que fue mayor que la observada durante la burbuja de las puntocom y la crisis de las hipotecas de alto riesgo. Al observar los rendimientos negativos de los bonos en Suiza, el Reino Unido y los EE. UU. En agosto de 2019, Bloomberg News declaró que pagar efectivamente a los prestatarios para pedir prestado está distorsionando los incentivos y asignando recursos de manera errónea, concluyendo que los bonos están en una burbuja.